# دریموت، ویکتوریا
دریموت (به انگلیسی: Derrimut) یک منطقهٔ مسکونی در استرالیا است که در ویکتوریا (استرالیا) واقع شده‌است.